# Mike Virus
Mike Virus (Filadelfia, 1974) è un cantante statunitense, noto per aver cantato nei gruppi punk The Virus e Cheap Sex.

## Biografia
Mike inizia la sua carriera con il gruppo hardcore punk The Virus, prima di diventare cantante dei Cheap Sex fino al loro scioglimento. Dal 2008 fa parte degli Evacuate con i quali l'anno successivo ha pubblicato l'omonimo album.

## Discografia

### Con i The Virus
- 1999 - Global Crisis
- 2000 - Still Fighting for a Future
- 2001 - Singles and Rarities

### Con i Cheap Sex
- 2003 - Launch Off to War
- 2004 - Headed for a Breakdown
- 2006 - Written in Blood

### Con gli Evacuate
- 2008 - Evacuate
- 2010 - Endless War EP